# ایسوزو هومبر

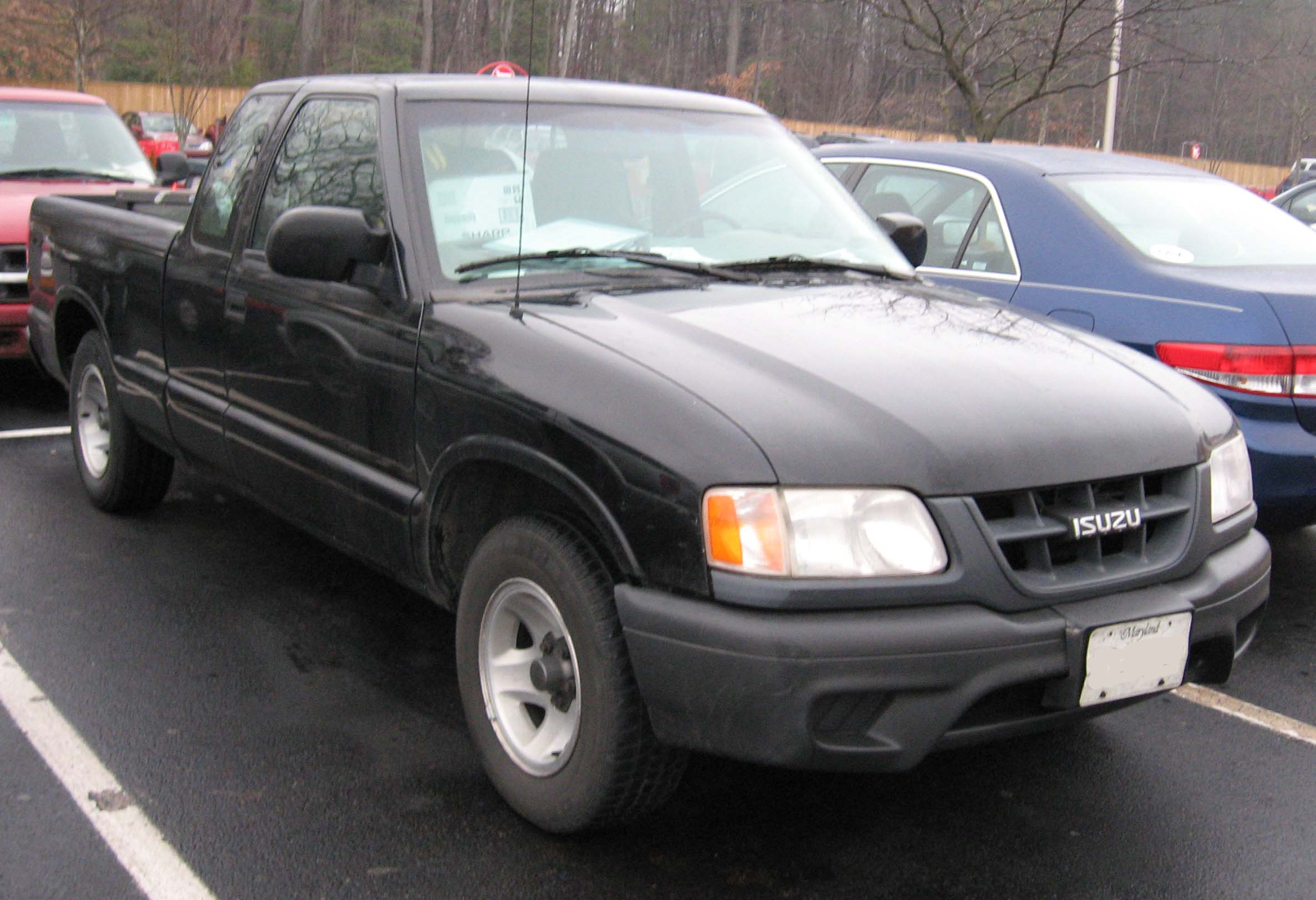

ایسوزو هومبر (Isuzu Hombre) خودرویی است که در سال‌های ۱۹۹۶–۲۰۰۰تولید شده‌است. طراحی آن خودروهای موتور جلو-محور عقب و خودرو چهار چرخ محرک بوده است. سیستم جعبه‌دندهٔ آن ۴ دنده به دو صورت خودکار و دستی است.